# Jimmy Savile
Sir James Wilson Vincent Savile OBE, KCSG (Leeds, 31 oktober 1926 – aldaar, 29 oktober 2011) was een Brits presentator, diskjockey en fondsenwerver. Hij was tijdens zijn leven een kleurrijke, maar ook omstreden persoonlijkheid in de Britse showbusiness.
Hoewel hij aanvankelijk tot aan het koningshuis met alle egards herdacht werd, werd hij postuum door zijn talloze slachtoffers ervan beschuldigd meer dan vijftig jaar lang tussen de vierhonderd en duizend mensen te hebben misbruikt. Hij zou met name veel minderjarigen, alsook ouderen, gehandicapten en ook overledenen, onder wie zijn eigen moeder, seksueel misbruikt hebben.

## Biografie
In zijn jeugd was hij actief als marathonloper en worstelaar. In 1958 startte hij zijn medialoopbaan bij Radio Luxembourg. Later werkte hij alleen voor de BBC. Vanaf 1964 was hij de belangrijkste presentator van het televisieprogramma Top of the Pops. Een ander populair televisieprogramma dat Savile presenteerde was Jim'll Fix It, waarin hij wensen van voornamelijk kinderen in vervulling liet gaan.

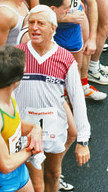
Savile tijdens de marathon van Leeds (1982)

Savile was ook zeer bekend door zijn fondsenwerving, onder andere voor het Stoke Mandeville Hospital in Aylesbury en het psychiatrisch ziekenhuis Broadmoor Hospital in Bracknell Forest. Zijn invloed en directe macht in het bestuur van deze ziekenhuizen was buitengewoon groot. Later, na zijn dood, zou blijken dat Savile onder meer deze ziekenhuizen gebruikte om jarenlang gehospitaliseerde kinderen en tieners seksueel te misbruiken.
In 1971 werd hij onderscheiden met een benoeming tot Lid in de Orde van het Britse Rijk. In 1990 werd hij bevorderd tot Ridder in diezelfde orde. Tevens werd hij door paus Johannes Paulus II onderscheiden in de Orde van Sint-Gregorius de Grote. Pater Federico Lombardi verklaarde in oktober 2012 dat Savile deze onderscheiding gegeven de huidige inzichten zeker niet had mogen krijgen, maar dat het niet mogelijk was om Savile postuum deze onderscheiding weer af te nemen, aangezien er geen officiële lijst bestaat van mensen met een pauselijke onderscheiding, waar iemand desnoods van geschrapt kan worden. Verschillende straten en wegen in Groot-Brittannië werden naar hem vernoemd, maar de namen hiervan zijn sinds 2012 vaak weer gewijzigd.

## Schandalen
Al tijdens Saviles leven deden geregeld geruchten de ronde over seksueel misbruik van met name minderjarigen, maar deze werden keer op keer in de doofpot gestopt. Tussen 1958 en 2007 werd hij een paar keer door de politie ondervraagd. In de jaren 80 onderzocht Scotland Yard beschuldigingen tegen hem, maar tot een strafzaak kwam het nooit.
In oktober 2012 startte de Britse politie een strafrechtelijk onderzoek naar de inmiddels overleden Savile in verband met seksueel misbruik. Daarin werden 214 gevallen van misbruik gemeld, waaronder 34 van verkrachting. Het jongste slachtoffer was vijf jaar oud. Behalve om minderjarigen, ouderen en zieken ging het soms ook om ziekenhuismedewerkers. Savile zou zich daarnaast bij gelegenheid hebben vergrepen aan lijken en deze hebben ontdaan van glazen ogen om hier sieraden van te maken.
In 2013 moest de voormalige chauffeur van Savile, de toen 66-jarige David Smith, voor de rechtbank verschijnen wegens beschuldigingen van misbruik, maar hij kwam niet opdagen. Hij werd dood gevonden in zijn woning in Londen en heeft waarschijnlijk zelfmoord gepleegd.
In 2012 stelde de BBC een commissie in onder leiding van Janet Smith, een voormalige rechter van het hof van beroep. Deze onderzocht de organisatiecultuur binnen de omroep in de tijd dat Savile daar werkte. In het rapport gaf de commissie aan dat medewerkers klachten over hem niet aan het management door durfden te geven. Volgens Sex Pistols-zanger John Lydon had hij tijdens een interview voor BBC Radio 1 in 1978 verdenkingen geuit tegen Saville, maar werd de passage niet uitgezonden; hijzelf werd van de BBC-radio verbannen.
Midden september 2012 werd Saviles graf voorzien van een driedelige grafsteen met daarop een uitgebreide tekst over zijn leven, samen met het grafschrift It was good while it lasted. De grafsteen had £ 4.000 gekost, maar werd slechts drie weken na plaatsing weer weggehaald samen met het grafschrift. Saviles familie vreesde dat het graf samen met andere graven op het kerkhof gevandaliseerd zou worden. Er bleef enkel een anoniem graf achter. Het idee is geopperd om ook Saviles lichaam op te graven en het te cremeren.
Naar aanleiding van de schandalen is door velen geopperd om Savile postuum zijn riddertitel sir af te nemen. Dit is echter naar de Britse wet onmogelijk, doordat de titel wordt verleend voor de duur van het leven. Na het overlijden is de titel dus al wettelijk vervallen en kan ook niet meer ontnomen worden.

## Trivia
- In 2023 zond de BBC de vierdelige dramaserie 'The Reckoning' uit. De serie gaat over Savile's leven en hoe hij mensen misbruikte en er vooral mee weg kwam. Acteur Steve Coogan kroop hiervoor in de rol van Savile.